# Gastropares
Gastropares (av klassisk grekiska γαστήρ, "mage", och πάρεσις, "partiell förlamning"), även magmuskelförlamning, avser ett tillstånd där magsäcksinnehållet stannar kvar i magsäcken längre än vanligt på grund av svaga muskelkontraktioner i den glatta muskulaturen runt magsäcken. Detta ger en fördröjd tömning av magsäcksinnehållet till tolvfingertarmen. Gastropares kan leda till undermålig nutrition, oregelbunden absorption av näringsämnen och mindre kontroll över blodsockernivåerna. Vanliga symptom inbegriper illamående och kräkningar innehållande icke nedbruten föda samt magont och mättnadskänsla efter bara lite mat. Gastropares är en vanlig komplikation vid både diabetes typ 1 och typ 2, då hyperglykemi (högt blodsocker) ofta kan leda till neuropatier i nerverna som går till musklerna kring magsäcken.